# Saint-Médard, Charente-Maritime
Saint-Médard är en kommun i departementet Charente-Maritime i regionen Nouvelle-Aquitaine i västra Frankrike. Kommunen ligger  i kantonen Jonzac som ligger i arrondissementet Jonzac. År 2022 hade Saint-Médard 90 invånare.

## Befolkningsutveckling
Antalet invånare i kommunen Saint-Médard
Referens:INSEE